# 周師厚
周師厚（?—?），字敦夫，鄞（今浙江省鄞縣）人，北宋政治人物。

## 生平
周皇祐五年中進士，任朝散郎，后官至荊湖南路轉運判官。宋神宗熙寧三年三月、元豐四年（1081年）先後两次路過洛陽，撰寫《洛陽牡丹記》，記載各種各花異卉。宋哲宗元佑初年卒。